# Nikolaj Coster-Waldau
Nikolaj Coster-Waldau, även Nikolaj Waldau, född 27 juli 1970 i Rudkøbing, är en dansk skådespelare och producent.
Coster-Waldau studerade drama vid Danska Statens Teaterskole och utexaminerades 1993. Han scendebuterede i rollen som "Laertes" i Hamlet på Betty Nansen Teatret och har därefter medverkat i flera uppsättningar vid Det Kongelige Teater i Köpenhamn. Han filmdebuterade i rollen som nattvakt i filmen Nattevagten 1994. Han är på senare tider mest känd i rollen som Jaime Lannister i HBO-serien Game of Thrones. 2019 var han "reseledare" genom den fem avsnitt långa TV-serien Gennem Grønland, producerad av Danmarks Radio.
Coster-Waldau är gift med den grönländska skådespelaren, och tidigare Miss Grönland, Nukâka Motzfeldt. De har två döttrar, Philippa och Safina.

## Filmografi

### Som skådespelare
- 1993 – Slaget på tasken (TV-serie)
- 1994 – Nattevagten
- 1995 –  Who's Hitler (TV-serie)
- 1997 – Jacobs liste
- 1998 – Bent
- 1998 – Vildspor
- 1998 – Nattens engel
- 1999 – Antenneforeningen
- 1999 – Misery Harbour
- 2000 – På fremmed mark
- 2001 – Enigma
- 2001 – Black Hawk Down
- 2002 – 24 heures de la vie d'une femme
- 2003 – My Name Is Modesty: A Modesty Blaise Adventure
- 2003 – Rembrandt
- 2003 – Manden bag dören
- 2004 – Den Gode Strömer
- 2004 – Wimbledon
- 2005 – Shadow of the Sword
- 2005 – Kingdom of Heaven
- 2006 – The Headsman
- 2006 – Firewall
- 2006 – Himmerland
- 2006 – Underbar och älskad av alla
- 2008 – New Amsterdam (TV-serie)
- 2008 – Kautokeinoupproret
- 2011–2019 – Game of Thrones (TV-serie)
- 2011 – Huvudjägarna
- 2013 – Mama
- 2013 – Oblivion
- 2014 – The Other Woman
- 2014 – En andra chans
- 2016 – Gods of Egypt
- 2016 – Shot Caller
- 2016 – 3 Ting
- 2023 – The Last Thing He Told Me (TV-serie)
- 2023 – God Is a Bullet

### Som programledare
- 2019 – Gennem Grønland (TV-serie)